# Lysobacterales
Ordre
Synonymes
- Xanthomonadales Saddler & Bradbury 2005

Les Lysobacterales sont un ordre de bacilles Gram négatifs de la classe des Gammaproteobacteria. Son nom fait référence au genre Lysobacter qui est le genre type de cet ordre.

## Taxonomie
Cet ordre est créé en 1978 pour recevoir la famille des Lysobacteriaceae, créée par la même occasion, où sont placées quatre espèces et une sous-espèce du genre Lysobacter isolées de prélèvements environnementaux (eau et sols).
En 2005, dans la seconde édition du Bergey’s Manual, Saddler et Bradbury proposent de renommer cet ordre en Xanthomonadales. Bien que la publication soit valide, ce nom est jugé illégitime en 2014 car il entre en contradiction avec la règle 51b du Code International de nomenclature bactérienne (révision de 1990). C'est donc le nom Lysobacterales qui est finalement conservé.

## Liste des familles
Selon la LPSN (6 novembre 2022) :
- Lysobacteraceae Christensen & Cook 1978
- Rhodanobacteraceae Naushad et al. 2015

En 2022, l'ordre des Lysobacterales comprend également deux genres classés incertae sedis (positionnement taxonomique incertain) qui ne sont rattachés à aucune famille :
- Ignatzschineria Tóth et al. 2007
- Wohlfahrtiimonas Tóth et al. 2008